# Республиканская партия (Намибия)
Республика́нская па́ртия (англ. Republican Party) — намибийская политическая партия, выражающая интересы преимущественно белой общины, прежде всего африканерского и немецкого населения. Создана во времена южноафриканского оккупационного правления. Активно противостояла движению СВАПО, поддерживала систему апартеида. Занимает консервативные антикоммунистические позиции. Традиционно возглавлялась представителями политической династии Мадж — старшим Дирком и младшим Хенком.

## Создание в Юго-Западной Африке
Основателем Республиканской партии (RP) в Юго-Западной Африке (ЮЗА) выступил лидер местных африканерских националистов Дирк Мадж, функционер южноафриканской администрации в ЮЗА и депутат парламента ЮАР от Национальной партии. RP была создана 5 октября 1977 по результатам конституционного совещания в Турнхалле (Виндхук) и объединила сторонников апартеида и оккупационного правления ЮАР.
Партия активно противостояла движению СВАПО в ходе военного конфликта. Идеологически стояла на позициях крайнего консерватизма и антикоммунизма. Дирк Мадж был активным участником конституционной конференции 1975—1977 и одним из руководителей коалиции Демократический альянс Турнхалле (DTA). Республиканская партия вступила в DTA и фактически являлась его руководящей силой. В 1980—1983 Дирк Мадж возглавлял «переходное правительство» ЮЗА.
Печатным органом партии стала основанная Маджем газета Republikein на языке африкаанс.

## Консервативная оппозиция в Намибии
В 1989 состоялись выборы, на которых победу одержала СВАПО. Вскоре была провозглашена независимость Намибии, первым президентом стал лидер СВАПО Сэм Нуйома. Республиканская партия продолжала состоять в DTA, выражая интересы наиболее консервативной части белой общины. Дирк Мадж до 1993 занимал пост министра финансов, после чего отошёл от политики. Партийное лидерство он передал своему сыну Хенку Маджу.
Большинство оппозиционных СВАПО избирателей, в том числе белых, голосуют за DTA (c 2017 — PDM). Однако RP нашла свой электорат в лице наиболее консервативных представителей африканерского и немецкого населения Намибии. Формально RP позиционируется как многорасовая партия. Резко критикует правление СВАПО за социально-экономическое положение страны, бедность, безработицу и коррупцию, выступает против китайского проникновения в Намибию.
Информационным рупором партии остаётся переформатированный Republikein, выходящий также в Интернете и принадлежащий медиа-конгломерату Namibia Media Holdings, 50 % акций которого принадлежит Naspers.
В 2003 Хенк Мадж вывел партию из DTA, что спровоцировало серьёзный межпартийный конфликт.

## Электоральные результаты
На парламентских выборах 2004, 2009, 2014 RP выступала самостоятельно, получив, соответственно, 1,9 %, 0,81 %, 0,68 %, 1,77 % голосов.
В 2004—2019 партия имела 1 мандат в Национальной ассамблее, обладателем которого являлся Хенк Мадж. На выборах 2019 за Республиканскую партию проголосовали 14546 избирателей — более чем двойной рост по сравнению с предыдущим голосованием. Это дало партии два парламентских мандата.

## Политические манёвры и кадровые перемены
В 2010 Хенк Мадж подписал меморандум о взаимопонимании с партией Объединение за демократию и прогресс (создана бывшими активистами СВАПО, порвавшими с партийным руководством). Была достигнута договорённость о координации на выборах, политическом сотрудничестве и последующем слиянии с целью отстранения СВАПО от власти. Однако весной 2014 союз оказался расторгнут из-за несогласования кандидатов.
В марте 2011 Хенк Мадж подал в отставку с поста председателя партии и сложил парламентский мандат. Его преемницей стала учительница Клара Говасес. При этом Мадж сохранил статус президента партии и как наиболее влиятельный партийный деятель баллотировался в президенты Намибии на выборах 2014. После кончины Клары Говасес в 2020 Хенк Мадж-младший вновь возглавил партию на период до избрания нового председателя. Основным авторитетом RP оставался до своей смерти Дирк Мадж-старший.